# کبیرلی (آغجه‌بدی)
کبیرلی (به لاتین: Kəbirli) یک منطقه مسکونی در جمهوری آذربایجان است که در شهرستان آغجه‌آباد واقع شده است. کبیرلی ۱۹۸۵ نفر جمعیت دارد.